# 멤피스 쇼보츠
| 멤피스 쇼보츠 |                               |
| 콘퍼런스      | 동부 콘퍼런스                 |
| 디비전        | 서던 디비전                   |
| 설립연도      | 1984년                        |
| 해체연도      | 1986년                        |
| 역사          | 멤피스 쇼보츠 (1984년~1986년) |
| 경기장        | 리버티 보울 메모리얼 스타디움 |
| 연고지        | 테네시주 멤피스               |
| 상징색        | 진홍색, 은, 하양              |
| 구단주        | 월리엄 더나번트 로건 영       |
| 감독          | 페퍼 로저스 (마지막 감독)     |
| 리그 우승     | -                             |
| 콘퍼런스 우승 | -                             |
| 디비전 우승   | -                             |

멤피스 쇼보츠(Memphis Showboats)는 1984년부터 1986년까지 테네시주 멤피스를 연고지로 하는 USFL의 동부 콘퍼런스 서던 디비전 소속 미식 축구팀이다.

## 역대 홈경기장
| 경기장                        | 사용기간      | 수용인원 | 장소            | 비고 |
| ----------------------------- | ------------- | -------- | --------------- | ---- |
| 멤피스 쇼보츠                 |               |          |                 |      |
| 리버티 보울 메모리얼 스타디움 | 1984년~1986년 | 62,380명 | 테네시주 멤피스 | 빈칸 |